# 西沃恩-玛丽·奥康纳
西沃恩-玛丽·奥康纳（英語：Siobhan-Marie O'Connor，1995年11月29日—）生于萨默塞特郡巴斯，是一名代表英国以及英格兰参赛的游泳运动员，主攻混合泳。奥康纳7岁时开始接触游泳，10岁时正式开始竞技游泳生涯，她在童年时也曾练习过体操，然而由于她没有时间两样都同时做，她最终放弃了体操。奥康纳在2011年下半年至2012年期间遇上无法维持自身体重的问题，后来她被确诊患有溃疡性结肠炎。2015年10月，她在北亞利桑那大學外训期间遇上大规模枪击案，她和她的俱乐部队友在枪击案中未遭遇袭击。